# Central Lechera Asturiana
Central Lechera Asturiana, SAT n.º 471 Ltda. es una sociedad agraria de transformación (SAT) española. Controla la mayoría accionarial de la empresa Corporación Alimentaria Peñasanta, S. A. (CAPSA), orientada a la fabricación de productos lácteos, y posee los derechos sobre la marca «Central Lechera Asturiana» (antes conocida como CLAS). Tiene su sede central en la parroquia de Granda, situada en el municipio de Siero, Asturias,  España.

## Historia
La Central Lechera Asturiana tiene su precedente en un grupo sindical de colonización de ganaderos asturianos creado 1967 que comenzó a comercializar su propia marca en 1971. En 1982 los ganaderos se constituyeron en una sociedad agraria de transformación (figura jurídica española similar a la cooperativa en algunos aspectos aunque con marcadas diferencias en otros) y en 1997 la sociedad se convirtió en la principal accionista de la nueva Corporación Alimentaria Peñasanta. La Corporación Alimentaria Peñasanta opera con las marcas «Central Lechera Asturiana», «Larsa», «Ato», «Innova» y «Vega de Oro» y paga un canon a la sociedad por el uso de la marca «Central Lechera Asturiana».
En 2007 Bertino Velasco sustituyó en la presidencia de la cooperativa a Jesús Sáenz de Miera, que estuvo al frente de la cooperativa desde 1971.
El 30 de mayo de 2012, la asamblea de CLAS aprobó sus cuentas de 2011, con un beneficio de 2,76 millones de euros, un 11,52% menos que el año anterior 2010, que ascendieron a unos beneficios de 3,12 millones de euros. También en 2009 la cooperativa obtuvo beneficios por un monto de 3,11 millones de euros. Respecto a la Corporación Alimentaria Peñasanta (CAPSA), el beneficio de 2011 fue de 6,6 millones de euros, un tercio inferior a los 18,5 millones de beneficio de 2010.
En 2020, con un nuevo equipo en la presidencia liderada por Alberto Álvarez, anterior secretario general, el grupo fabrica en 7 centros de producción ubicados en Asturias (2), Galicia (2), Madrid, Cataluña y Baleares. Emplea a más de 1300 trabajadores directos (806 en Asturias) y cuenta con más de 7.470 socios cooperativistas (de los que producen leche 1.314). En total, recoge más de 800 millones de litros de leche (2020).

## Propiedad
El accionariado de Corporación Alimentaria Peñasanta se compone de:
- Central Lechera Asturiana, SAT n.º 471 Ltda. (81,53%)
- Liberbank (10,90%)
- Caja Rural de Asturias 6,87%)
- Minoritarios (0,70%)

## Conductas anticompetitivas
En 2015 la Comisión Nacional de los Mercados y la Competencia (CNMC) de España impuso a Corporación Alimentaria Peñasanta (comercializadora de la marca Central Lechera Asturiana) una multa de 698.477 euros por conductas anticompetitivas. Otras 8 empresas del sector lácteo fueron sancionadas en el mismo expediente por haber concertado el reparto del mercado de aprovisionamiento de leche cruda “en una infracción única y continuada desde al menos el año 2000 hasta el año 2013 incluido".

## Patrocinio de equipos
- CLAS-Cajastur, equipo ciclista profesional de los años 1990 patrocinado por Central Lechera Asturiana.
- Gijón Baloncesto, equipo profesional de baloncesto patrocinado por Central Lechera Asturiana en los años 1980.
- Real Oviedo, a finales de los años 1980 y principios de los años 1990.